# Bezbog (schronisko)
Bezbog (bułg. Безбог) – schronisko turystyczne w Bułgarii, położone w paśmie górskim Piryn na wysokości 2236 m n.p.m., u podnóża szczytu Poleżan, przy jeziorze Bezbożko.

## Opis
Schronisko Bezbog jest najnowszym i najnowocześniejszym schroniskiem turystycznym w Bułgarii. Zostało wybudowane w 1960 roku i wtedy było niewielkim budynkiem. W kwietniu 1971 roku na schronisko spadła lawina. Następnego roku nastąpiła odbudowa. Obecnie schronisko posiada 140 łóżek, Wi-Fi, bar, kawiarnię, restaurację i salę z grami.
Koło schroniska znajduje się ośrodek narciarski Dobriniszte ze stokiem narciarskim obsługiwanym przez wyciąg. 
Od Bezbogu szlaki turystyczne prowadzą do szczytów Bezbog, Poleżan, Dżangał, Strażite oraz do jezior Popowo i jezior Kremenskich.